# Joel Joffe
Joel Goodman Joffe, baron Joffe, (12 mai 1932 - 18 juin 2017) est un avocat britannique né en Afrique du Sud et pair travailliste à la Chambre des lords.

## Biographie
Né à Johannesbourg, Afrique du Sud, dans la famille Joffe. Sa mère est née en Palestine mandataire et son père est né en Lituanie, Joffe grandit dans une famille juive avant d'être envoyé dans un pensionnat catholique. Il fait ses études à l'Université du Witwatersrand (BCom, LLB 1955) et travaille comme avocat des droits de l'homme de 1958 à 1965, notamment en tant qu'avocat de la défense de la direction de l'ANC lors du procès de Rivonia de 1963 à 1964, aidant à représenter Nelson Mandela et ses coaccusés.
Il déménage au Royaume-Uni en 1965 et travaille dans le secteur des services financiers, créant Hambro Life Assurance avec Sir Mark Weinberg ainsi que dans le secteur bénévole.
Joffe préside la Swindon and Marlborough Health Authority et le Ridgeway Hospital et est membre de la Commission royale sur les soins aux personnes âgées. Il est associé à Oxfam dans divers postes entre 1982 et 2001, notamment en tant que président de 1995 à 2001. Il est administrateur de nombreux organismes de bienfaisance différents et mène activement une gamme d'activités caritatives par le biais du Joffe Charitable Trust,.
Il reçoit des doctorats honorifiques de l'Open University (1995), de l'Université De Montfort (2000), de l'Université du Witwatersrand (2001), de l'Université Brunel (2004) et de l'Université de Bath (2006). En 2016, il reçoit le citoyenneté de la City de Londres.
Il est nommé Commandeur de l'Ordre de l'Empire britannique (CBE) lors des honneurs du Nouvel An 1999 et est nommé pair à vie le 16 février 2000, sous le titre de baron Joffe, de Liddington dans le comté de Wiltshire.
En février 2003, il propose comme projet de loi d'initiative parlementaire le projet de loi « Aide à mourir pour les malades en phase terminale », qui légaliserait l'aide médicale à mourir. Après délibération d'un comité des Lords, le projet de loi est présenté à nouveau en novembre 2005. Le 12 mai 2006, le projet de loi est à nouveau débattu à la Chambre des lords et un amendement visant à retarder son introduction de six mois est adopté par une marge de 148-100, interrompant la progression du projet de loi au cours de cette session .
Joffe prend sa retraite de la Chambre des Lords le 30 mars 2015.
En 2017, Joffe apparait avec les accusés survivants au procès de Rivonia, Denis Goldberg, Andrew Mlangeni et Ahmed Kathrada, ainsi que ses collègues avocats de la défense George Bizos et Denis Kuny, dans un film documentaire intitulé Life is Wonderful, réalisé par Nicholas Stadlen qui raconte l'histoire du procès. 
Athée juif et humaniste dans ses convictions, Joel est un membre actif et mécène de Humanists UK, qui fait campagne sur des questions éthiques telles que l'aide médicale à mourir et pour un État laïc au Royaume-Uni.
Joffe est décédé le 18 juin 2017 à son domicile de Liddington après une courte maladie à l'âge de 85 ans,. Il reçoit de nombreux hommages et nécrologies,, .

## Publications
- Joel Joffe, L'histoire de Rivonia, Mayibuye Books, Le Cap, 1995
- Joël Joffe, L'État contre. Nelson Mandela : Le procès qui a changé l'Afrique du Sud, Oneworld Publications, 2007